# 贝尔纳·勒·布耶·德·丰特奈尔
贝尔纳·勒·布耶·德·丰特奈尔（法语：Bernard Le Bouyer de Fontenelle ,又作Bernard Le Bovier de Fontenelle，1657年2月11日-1757年1月9日），是法蘭西散文作家。1686年出版的世界的多元性對話對當時的知識分子有很大的影響。   他在1691年被選為法蘭西學術院的成員，1697年起為法蘭西皇家科學院秘書，持續42年之久。他不是科學家，但他特別擅長以通俗易懂的方式處理科學主題，被視為歐洲啟蒙時代的開展者。

## 傳記
豐特奈爾出生於法蘭西北部的盧昂，即當時的諾曼底首都；而他於100歲生日前一個月在巴黎去世。他的母親是法蘭西偉大的戲劇家皮埃爾·高乃依和托馬斯·高乃依的妹妹。他的父親弗朗索瓦·樂·博弈爾·德·豐特奈爾，是位律師在盧昂的省級法院工作，出生於阿朗松的律師家庭。他接受法律的訓練，但在一次訴訟案件後便放棄了法律，轉而致力於寫作關於哲學家和科學家的文章，對於護衛勒內·笛卡兒的思想傳統尤其不遺餘力。他的作品，無論對外行人或科學界都具有不容置疑的功績和價值，因此他無庸置疑是這領域的主要貢獻者。他是一個評論員，解說者，偶爾也是一位熱情洋溢，但整體而言相當和藹可親的辯論家。
他在耶穌會的學院， 皮埃爾·高乃依公立中學接受教育。當時這座學校的校名並不是這個，直到兩百多年後的1873年，這座學校才改以他舅舅 皮埃爾·高乃依命名。在公立中學時，他表現出對文學的偏愛和自身的卓越天分。

## 早期工作
他開始作為一個詩人，在13歲時寫以拉丁文寫詩，並多次競爭法蘭西學術院的獎賽，但他從來沒有贏得獎賞。他多次訪問了巴黎，並成為與友好的神甫·德·聖-皮埃爾，神甫·維阿土和數學家皮埃爾·伐里農。1680年，他親眼目睹，他創作悲劇阿斯帕的徹底失敗。豐特奈爾事後承認，經由公眾的裁決，他焚毀了這不成功的舞台劇本。1689年，他改編擴展為五幕的歌劇忒提斯和珀琉斯（“ 忒提斯和珀琉斯 ”），賣座也好不到哪裡去; 而這可能是非偶然的，沒有任何他的舞台劇作品仍被演出。1688年，他田園詩也表現平平。
1683年，他出版死者的新對話(Nouveaux Dialogues des morts)為豐特奈爾建立了真正可稱得上文學高等級的地位; 而這資格是由三年後的世界的多元性對話（1686）成為最有影響力的作品，總結而得到增強。 他寫了大量關於宇宙的本質：觀看如此巨大的宇宙，我迷失在其中。我已經不知道我在哪裡。我只是微不足道的。我們的世界是渺小的可怕。1685年，匿名出版他的名士書簡(Lettres galantes du chevalier d'Her)，是以書信集結成冊描繪那時期的世俗社會。它立即成就了它的了名聲。1686年他著名的羅馬和日內瓦寓言，稍微偽裝為兩個對手，拿瑞歐(MREO)公主和夫內居(Eenegu) 公主，出現在婆羅洲島的報導(Relation de l'île de Bornéo)，其中在婆羅洲內戰被用來象徵天主教徒（羅馬）和加爾文（日內瓦）之間的糾紛，在宗教事務的大膽為他帶來考驗。

## 後期工作
豐特奈爾曾居住在魯昂，在1687年他移居巴黎; 而在同一年，他出版了他的神諭的歷史 ，這本書，在神學和哲學界引起巨大的轟動。它包括兩篇短論，第一篇證明神諭不是被超自然守護神代理者提出的，第二，神諭沒有因耶穌的誕生而停止。它激發了教會，和 耶穌會的猜疑，通過讓-弗朗索瓦·巴爾圖斯名義，對它發表了冗長的駁斥; 但愛好和平的作者性格相應不理，他的對手就無法反響了。 1688年，他的古人和現代人插話(Digression sur les anciens et les modernes)，在爭論中他立論現代人這一面然後是猛烈的論戰; 隨後他反駁尼古拉斯·馬勒伯朗士的物理系統偶然原因的質疑 (Doutes sur le système physique des causes occasionnelles')）也出現了。
他一直到老年都擁有長久的影響力，1742年豐特奈爾是85歲，當時默默無名的讓-雅克·盧梭遇見了他，他給予所有拜訪他的青年作家的忠告：“你必須勇敢地提供你的額頭接受桂冠花圈和你的鼻子承受打擊“。
他以美食家著稱，他歸因於他的長壽是吃草莓。在92歲時，一女士寫道，他像22歲的男人一樣有生氣。 當他在九十多歲，他遇到了美麗的愛爾維修夫人，據說他告訴她，“夫人啊，我只要再一次80歲就好了！” 
2001年有一部以豐特奈爾生平為素材，虛構的電影"遺忘的心 ( Un Coeur Oublié) "，很形象形塑了老年的豐特奈爾。

## 法蘭西學術院成員
儘管有“舊式的” 黨派偏見，特別是讓·拉辛和尼古拉·布瓦洛，堅定的嘗試，在前四次都達成對他的拒絕，1691年，他被法蘭西學術院接受了。就這樣他既是法蘭西文學院也是法蘭西科學院成員;在1697年，他成為法蘭西科學院永久秘書，他就任這職位42年;因為這個官方身份他在1708年，1717年，1722年編寫了皇家科學院更新歷史(Histoire du renouvellement de l'Académie des Sciences)，共3卷，在巴黎出版，包括摘要和活動的解析，也有對成員的頌詞(éloges)，一共有69名，編寫得非常簡潔，精緻。也許其中他的最著名頌詞(éloges)，是對皮埃爾·高乃依他叔叔的。 1685年1月，第一次發行作家出版品公告 而且，如同高乃依的生命 (Vie de Corneille)，包含了豐特奈爾的所有版本的作品(Œuvres)。豐特奈爾的其他重要作品是1727年他的無限的幾何元素(Éléments de la géometrie de l'infini)和1752年他的渦旋理論 (Théorie des tourbillons)。 後者，他支持 勒內·笛卡兒 的觀點，關於物質萬有引力，在那個時候實際上已經被艾薩克·牛頓 的著作取代了。
他的著作以容易接受而聞名-尤其是他的小說風格。這使得非科學家的民眾能了解，在那段時間科學的發展，這是很難得的，而科學家從更大的社會思想中受益。如果他的作品往往被視為是 勒內·笛卡兒 最大的擁護者，試圖推廣他的天文學理論，他在那時期也呼籲作家社會更多地參與“自然哲學”，從而豐富了 巴洛克時期哲學 科學家的工作。 儘管他的著作有不容爭辯的價值和品質，他不能稱為是嚴肅的面對科學或數學原始著作，但這並沒有阻止他直言不諱支持笛卡爾提出的物理渦旋概。

## 遺產

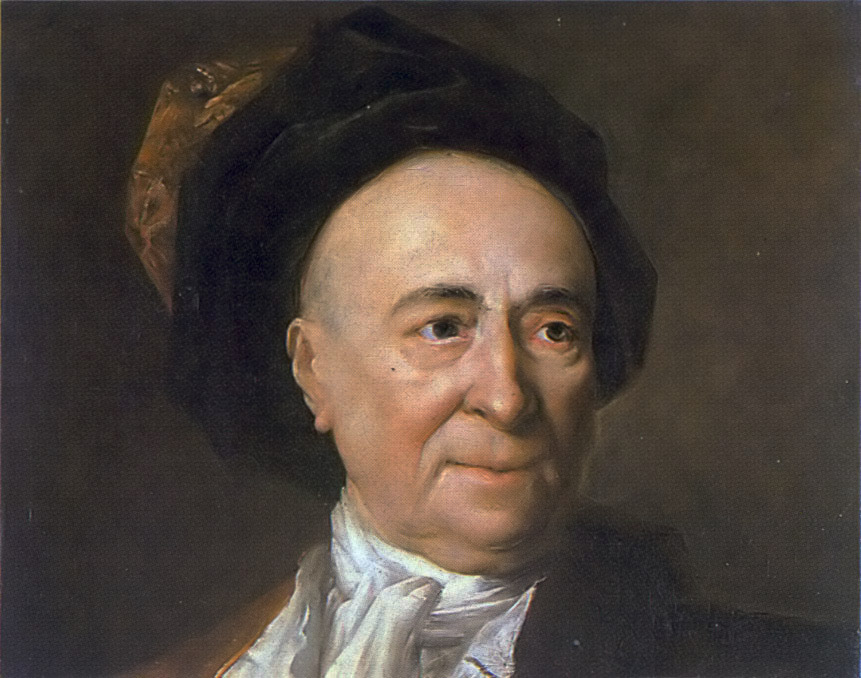
豐特奈爾的畫像

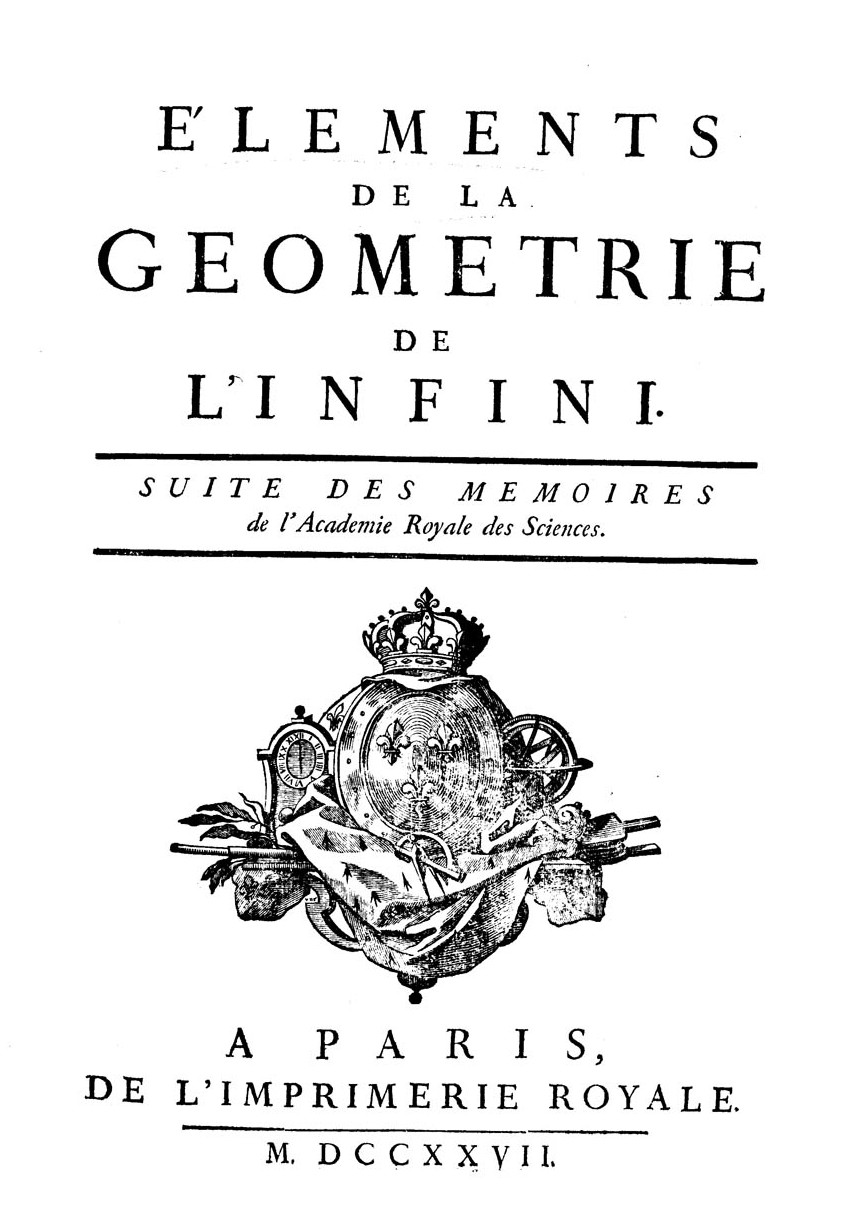
Éléments de la géométrie de l'infini, 1727

豐特奈爾是他那期間，法蘭西社會受過教育的受歡迎人物，擁有受尊敬地位可以相媲美的只有比他晚一個半世代的 伏爾泰。 然而與伏爾泰不相同，豐特奈爾避免樹立有權力的敵人。他對普遍性批判意圖的嗜好與恭維自由主義的劑量和對貴族社會個人適當的讚美，他權衡斟酌。
豐特內勒構建法蘭西文學兩個非常廣泛不同的時期之間的連結，即一面是 皮埃爾·高乃依，莫里哀， 讓·拉辛和尼古拉·布瓦洛的古典文學，另一面是伏爾泰，狄德羅和達朗貝爾 法蘭西啟蒙時代的思想、哲學、文學和科學。可以這樣說，他不是僅憑藉他的了不起壽命; 他實際具備了17世紀多才智者(beaux esprits)和18世紀知識分子 (philosophes)許多共同特質。但他更適當屬於是後者，而不是前者的時代。
據沙爾-奧古斯丁·聖伯夫，他的地位應該是"無限高雅才智階級(dans la classe des esprits infiniment distingués)" -然而，高雅，是由於他加入的智慧，而不是才智，更少的是經由擁有大量的表揚話語權力。
豐特奈爾作品的收集已經有幾個版本，1728年至1729年第一個3卷在海牙印刷發行。 最好的是1790年在巴黎發行的，有8卷。 他的一些單獨的作品經常被重印也被翻譯為外語。 1794年，世界的多元性對話被翻譯成希臘語 。沙爾-奧古斯丁·聖伯夫對豐特奈爾一篇有趣的文章，在星期一聊天(Causeries du lundi)第三卷，有些有用的參考資料。又可參考阿貝爾 - 弗朗索瓦·維爾曼，的十八世紀法蘭西文學作品名錄 (Tableau de la littérature française au XVIIIe siècle) ;1759年 神甫尼古拉斯·查爾斯·約瑟夫·圖布列出版的豐特奈爾作品和生活的歷史回憶錄(Mémoires pour servir à l'histoire de la vie et des ouvrages de M. de Fontenelle); 1905年奥古斯汀·拉博德-米拉(Auguste Laborde-Milaà)出版的"偉大的法蘭西作家(Grands écrivains français)"系列的豐特奈爾; 和1906年路易· 梅鞏(Louis Maigron)出版的豐特奈爾，皇家大臣，作品，影響 (Fontenelle, l'homme, l'œuvre, l'influence)。
他的與死者對話 表現了他的博學和機智，通過創新呈現-但表面上講得通的-已去世的古人和已去世的現代人進行對話，而整本書致力於古代和現代之間的對話。配合蒙田問他是否某一個世紀會比其他的世紀有更多聰明人，蘇格拉底悲哀的回答“自然界普遍性的秩序似乎非常穩定。” 這本書的另一個是有重要影響力的鄂圖曼帝國蘇萊曼一世蘇丹的皇后許蕾姆蘇丹和被英格蘭國王亨利八世砍頭的第二個王后，伊麗莎白一世生母，安妮·博林 討論政治的和一個女人選定一個男人和她結婚的方式。古代墨西哥 阿茲特克帝國的蒙特祖馬二世和西班牙 摧毀阿茲特克古文明的殖民者埃爾南·科爾特斯 之間的對話，讓前者引述一些反例消除有關古希臘智慧的一些荒誕的說法。
月球表面有許多隕石坑，1935年，其中之一就以他的名字”豐特奈爾”命名。